# Казаков, Игнатий Алексеевич
Игнатий Алексеевич Казаков (1924—1980) — фронтовик Великой Отечественной войны — 20-летний лейтенант, командир стрелкового взвода, в 1944 году награждён командирским орденом Александра Невского.

## Биография
Родился 4 января 1924 года в деревне Кипун Шарканского района Удмуртской АССР.
В 1940 году поступил в фабрично-заводское училище, окончив которое в 1942 году, был призван в армию.
В РККА с 15 августа 1942 года, был направлен в 3-е Ленинградское военно-пехотное училище на тот момент дислоцировавшееся в эвакуации в Воткинске. Уже через год ускоренно выпущен младшим лейтенантом: в августе училище по боевой тревоге было направлено на Курскую дугу.
На фронте с мая 1943 года. В июле ранен в руку, в ноябре получил тяжёлое ранение. После госпиталя вернулся на фронт.
С 1944 года — лейтенант, командир третьего взвода первой роты 102-го стрелкового полка 41-й стрелковой дивизии.
В апреле-мае 1944 года умело руководил взводом, награждён первым орденом Красной Звезды за то, что:

29 апреля 1944 года принял на себя командование ротой и отразил 5 ожесточённых атак немцев. В бою лично огнём из автомата и гранатами уничтожил 6 немцев.— из наградного листа за подписью командира 102-го сп., гв. майора Сыркова, 6 мая 1944 года
Летом 1944 года в ходе наступления 1-го Белорусского фронта в Польше неоднократно проявил себя умелым командиром:

20 июля 1944 года тов. Казаков со своим взводом под огнём врага, без переправочных средств, успешно форсировал реку Западный Буг в районе Бендюги Волынской области, выбил противника из траншей и, закрепившись, дал возможность переправы других подразделений.— из наградного листа на орден Отечественной войны II степени, 22 июня 1944 года
15 августа 1944 года, командуя взводом, стремительной атакой выбил немцев с занимаемых позиций, при этом захватив трофеи, в том бою лично убил двух немцев.
Командирский орден Александра Невского получил за то, что 20 августа 1944 года в ходе операции «Багратион» при расширении плацдарма на берегу реки Вислы, когда командир роты выбыл из строя, «взял командование на себя и смелым броском» выбил немцев из занятого польского села, уничтожив до взвода пехоты противника, захватив два орудия и шесть пулемётов.

### После войны
Демобилизовавшись в 1946 году, вернулся в Шаркан. Окончив курсы агрономов, работал в колхозе «Идеал» бригадиром полеводческой бригады, был вторым секретарём Шарканского райкома ВЛКСМ.
Умер в 1980 году, похоронен на Шарканском кладбище.
Именем И. Г. Казакова названа улица в родной деревне Кипун.